# Augulaspis balachowskyi
Augulaspis balachowskyi är en insektsart som beskrevs av Matile-ferrero 1974. Augulaspis balachowskyi ingår i släktet Augulaspis och familjen pansarsköldlöss.
Artens utbredningsområde är Kamerun. Inga underarter finns listade i Catalogue of Life.